# La maschera dall'occhio di vetro
La maschera dall'occhio di vetro (Rinaldo Rinaldini) è un film muto del 1927 diretto da Max Obal con la supervisione di Rudolf Dworsky.

## Produzione
Il film fu prodotto dall'Aafa-Film AG.

## Distribuzione
Distribuito dall'Aafa-Film AG, uscì in prima a Berlino il 25 febbraio 1927.